# Lunca Barcăului
Lunca Barcăului este o zonă protejată (arie de protecție specială avifaunistică - SPA) situată în nord-vestul Transilvaniei, pe teritoriul administrativ al județului Bihor.

## Localizare
Aria naturală se află în extremitatea vestică a județului Bihor (în apropierea limitei de graniță cu Ungaria) și este străbătută de  drumul național DN19, care leagă municipiul Oradea de orașul Valea lui Mihai.

## Descriere
Zona a fost declarată Arie de Protecție Specială Avifaunistică prin Hotărârea  de Guvern nr. 1284 din 24 octombrie 2007 (privind declararea ariilor de protecție specială avifaunistică ca parte integrantă a rețelei ecologice europene Natura 2000 în România) și se întinde pe o suprafață de 5293.8 hectare.
Aria protejată (încadrată în bioregiune geografică panonică) reprezintă o zonă naturală în lunca râului Barcău (cursuri de ape, mlaștini, turbării, terenuri arabile, pășuni și pâlcuri de salcâm) ce asigură condiții de hrană, cuibărit și viețuire pentru mai multe specii de păsări migratoare, de pasaj sau sedentare (unele protejate prin lege) și desemnat în scopul protejării unei colonii importante din specia Falco vespertinus.

## Faună
La baza desemnării sitului se află mai multe specii avifaunistice enumerate în anexa I-a a Directivei Consiliului European 147/CE din 30 noiembrie 2009 și Directiva 79/409/CEE din 2 aprilie 1979 (privind conservarea păsărilor sălbatice) sau aflate pe lista roșie a IUCN; astfel:

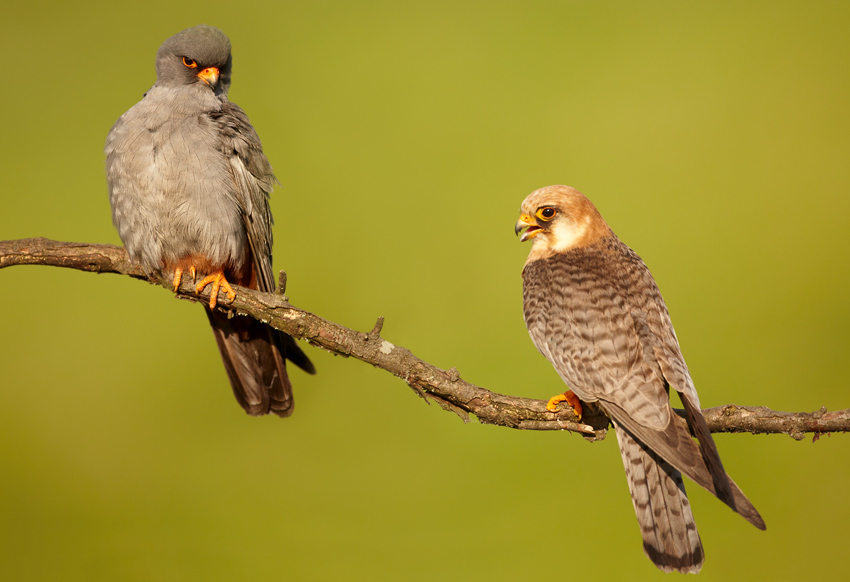
Vânturel de seară (Falco vespertinus)

Vânturel de seară (Falco vespertinus), sfrâncioc cu frunte neagră (Lanius minor), uliu-păsărar (Accipiter nisus), lăcarul mare (Acrocephalus arundinaceus), lăcarul de rogoz (Acrocephalus schoenobaenus), fluierar de munte (Actitis hypoleucos), ciocârlie-de-câmp (Alauda arvensis), rață mare (Anas platyrhynchos), rață pestriță (Anas strepera), fâsă-de-câmp (Anthus campestris), stârc cenușiu (Ardea cinerea), ciuf-de-pădure (Asio otus), șorecarul încălțat (Buteo lagopus), barză albă (Ciconia ciconia), erete de stuf (Circus aeruginosus), erete vânăt (Circus cyaneus), dumbrăveancă (Coracias garrulus), lăstun de casă (Delichon urbica), ciocănitoarea de grădină (Dendrocopos syriacus), presură de stuf (Emberiza schoeniclus), lișiță Fulica atra), găinușa de baltă (Gallinula chloropus), becațină comună (Gallinago gallinago), rândunica de hambar (Hirundo rustica), stârc pitic (Ixobrychus minutus), sfrâncioc-roșiatic (Lanius collurio), pescăruș râzător (Larus ridibundus), grelușelul de stuf (Locustella luscinioides), grelușelul de zăvoi (Locustella fluviatilis), codobatură albă (Motacilla alba), codobatură galbenă (Motacilla flava), pitulice-fluierătoare (Phylloscopus trochilus), pitulice de munte (Phylloscopus collybita), corcodel mare (Podiceps cristatus), cristei de baltă (Rallus aquaticus), mărăcinar (Saxicola rubetra), silvie mică (Sylvia curruca),  stârc de noapte (Nycticorax nycticorax), nagâț (Vanellus vanellus), corcodel mic (Tachybaptus ruficollis) sau mierlă (Turdus merula) . 
În arealul sitului este semnalată prezența genetei-cu-pete-mici (Genetta genetta), un mamifer carnivor aflat pe lista roșie a IUCN.

## Căi de acces
- Drumul național DN19 pe ruta: Oradea - Biharia - Satu Nou - Tămășeu.

## Atracții turistice
În vecinătatea sitului se află mai multe obiective de interes turistic (lăcașuri de cult, monumente istorice, arii protejate, zone naturale, situri arheologice), astfel:
- Biserica reformată din Parhida, construcție secolul al XIII-lea, monument istoric
- Biserica reformată din satul Vaida, construcție secolul al XII-lea[12]
- Situl de importanță comunitară de la Diosig
- Situl arheologic "La Sere" de la Roșiori (așezare fortificată și necropolă atribuite Epocii bronzului)